# Hayashi Sōkan
Hayashi Sōkan est un nom japonais traditionnel ; le nom de famille (ou le nom d'école), Hayashi, précède donc le prénom (ou le nom d'artiste).
Hayashi Sōken (林 壮軒) est un lettré néo-confucéen, administrateur du système des hautes études du shogunat Tokugawa durant l'époque d'Edo. Il fait partie des lettrés confucéens du clan Hayashi.